# Простагма на Стефан Душан до кефалията Райко
Простагмата на сръбския крал Стефан Душан до кефалията Райко (на сръбски: Простагма краља Стефана Душана кефалији Рајку) е гръкоезичен средновековен документ от втората половината на 1345 г. – заповед на крал Стефан Душан до Райко, кефалия на Трилисион (Сярско) и Вронду (Горно или Долно Броди, Сярско), с която сръбският крал признава едно дарение от 50 перпера, направено от кралица Елена на епископа на Фереми (днешното село Пирин) Киприян, и заповядва на кефалията да изплати на същия още 25 перпара, които му удържал като данък, както и да престане да безпокои епископа по тези въпроси.
Документът не е съхранен в оригинал, а под формата на препис, направен в картулария на манастира „Свети Йоан Предтеча“ край Сяр, съдържащ преписи на актове от периода от XIV – XIX век, който днес се съхранява в колекцията на Центъра за славяно-византийски проучвания „Проф. Иван Дуйчев“. Други три известни преписа на същата простагма са били част от два ръкописа от фонда на Белградксата народна библиотека, който е унищожен по време на германските бомбардировки през април 1941 г.
Представлява оризмо-простагма, което буквално се превежда като писмо-разпореждане. Предполага се, че то е издадено в периода септември-декември 1345 г., като според българския изследовател Васил Гюзелев най-вероятно това е станало през октомври 1345 г., преди провъзгласяването на Стефан Душан за цар в Сяр.
Поводът за издаването на разпореждането е жалба, отправена от епископа на Фереми Киприян срещу кефалията Райко. В сръбската историография се утвърждава мнението, че спорът, който Киприян е отнесъл до краля, по същество е данъчен – кефалията Райко най-вероятно не е зачел данъчни привилегии, предоставени на епископа от кралицата, в това число връщане на 50 перпера данък върху имотите му, и му е удържал още 25 перпера данък за ползване на държавни пътища. Именно оплкването на епископа от продължаващото облагане на имотите му и настояването да си получи удържаните 25 перпера заедно с дарените от кралицата, стават причина Стефан Душан да издаде заповедта до Райко, която фактически признава данъчния имунитет на епископа на Фереми, постановява да му бъдат върнати удържаните суми, а на кефалията и другите държавни служители забранява занапред да безпокоят по тези въпроси епископа.

## Превод на български език
| „     | + Служителю мой Райко, кефалия на Трилисион и Вронду, Кралство ми беше уведомено от боголюбивия епископ на Фереми господин Киприян, че той е бил обдарен от кралицата, а пък иска да получи освен това още 25 перпера. Относно състоянието на областта Киприян каза за тези неща и каква войска имате в областта, и че нищо не повелявате, а по-скоро това, че дали поради някакъв ламтеж към областта и поради лошо стопанисване правите нещо, което е необмислено, безумно и недостойно спрямо епископа. Обаче кралство ми реши и разпореди: както отпусна 50 перпера на споменатия епископ на Фереми, така му добавя и 25 перпера. И нека не го безпокои някой за това или да го ощети – било от Вас, било от областта, било от други, които по това време управляват, при предоставянето на настоящото наше оризмо и простагма, че нему са дарени тези 50 перпера и още 25, кралство ми се разпореди нека му се изплатят. И нека повече не чуя, че безпокоите епископа спроти интереса му, както се оплаква. И му върнете настоящата простагма на кралство ми като потвърждение.+ +Крал Стефан | “ |
| [ 6 ] | |   |